# Kansas City Chiefs 1973
La stagione 1973 dei Kansas City Chiefs è stata la quarta nella National Football League e la 14ª complessiva. Fu anche la prima stagione al nuovo Arrowhead Stadium, completato dopo due diverse costruzioni e una miriade di ritardi.
Il nucleo della difesa che aveva vinto il Super Bowl IV mantenne la squadra competitiva. Per la prima di tre stagioni consecutive, Len Dawson e Mike Livingstone si divisero il ruolo di quarterback. La stagione si chiuse con un record di 7-5-2 e fuori dai playoff per il secondo anno consecutivo.

## Roster
| Roster dei Kansas City Chiefs nel 1973 |
| --- |
| Quarterback - 11 Pete Beathard - 16 Len Dawson - 10 Mike Livingston Running Back - 24 Willie Ellison - 38 Wendell Hayes FB - 31 Jeff Kinney - 14 Ed Podolak Wide Receiver - 80 Andy Hamilton - 27 Dan Kratzer - 89 Otis Taylor - 17 Elmo Wright Tight End - 82 Gary Butler - 88 Morris Stroud Offensive Linemen - 71 Ed Budde G - 60 George Daney G - 73 Dave Hill T - 76 Mo Moorman G - 58 Jack Rudnay C - 77 Jim Tyrer T - 72 Wayne Walton T Defensive Linemen - 86 Buck Buchanan DT - 61 Curley Culp DT - 87 John Lohmeyer DT - 67 George Seals DT - 81 Marvin Upshaw DE - 99 Wilbur Young DE Linebacker - 78 Bobby Bell - 63 Willie Lanier - 51 Jim Lynch - 50 Mike Oriard - 57 Al Palewicz - 54 Clyde Werner Defensive Back - 48 Nate Allen CB - 46 Jim Kearney SS - 32 Doug Jones SS - 40 Jim Marsalis CB - 15 Kerry Reardon CB - 20 Mike Sensibaugh FS - 18 Emmitt Thomas CB Special Team - 3 Jan Stenerud K - 44 Jerrel Wilson P                                                 |
| Legenda - I rookie sono in corsivo. - Il primo ruolo è il principale mentre gli eventuali successivi indicano i ruoli secondari. - (IR) sta per Injured Reserve ed indica la lista ristretta per un solo giocatore infortunato che può tornare ad allenarsi dopo la settimana 6 e a rientrare in prima squadra dopo che questa ha giocato 8 partite. - (NF-Inj.) / (NF-Ill.) stanno rispettivamente per Non-Football Injured e Non-Football Illness ed indicano le liste dove viene inserito un giocatore che ha un infortunio o una malattia non dipendente dal football americano. - (PUP) sta per Physically Unable to Perform ed indica la lista dove viene inserito un giocatore mentre è in attesa di recuperare la condizione fisica. Nella stagione regolare dopo la sesta partita giocata dalla propria squadra, il giocatore ha tempo tre settimane per riprendere ad allenarsi, più tre settimane aggiuntive dal suo rientro agli allenamenti per rientrare in prima squadra. |

## Calendario
| Stagione regolare |                   |                         |           |          |
| Turno             | Data              | Avversario              | Risultato | Pubblico |
| 1                 | 16 settembre 1973 | Los Angeles Rams        | S 13-23   | 62,315   |
| 2                 | 23 settembre 1973 | at New England Patriots | V 10–7    | 57,918   |
| 3                 | 30 settembre 1973 | Oakland Raiders         | V 16–3    | 72,631   |
| 4                 | 7 ottobre 1973    | Denver Broncos          | V 16–14   | 71,414   |
| 5                 | 14 ottobre 1973   | at Green Bay Packers    | P 10–10   | 46,583   |
| 6                 | 21 ottobre 1973   | at Cincinnati Bengals   | S 6-14    | 56,397   |
| 7                 | 29 ottobre 1973   | at Buffalo Bills        | S 14-23   | 76,071   |
| 8                 | 4 novembre 1973   | at San Diego Chargers   | V 19–0    | 50,234   |
| 9                 | 12 novembre 1973  | Chicago Bears           | V 19–7    | 70,664   |
| 10                | 18 novembre 1973  | Houston Oilers          | V 38–14   | 68,444   |
| 11                | 25 novembre 1973  | at Denver Broncos       | S 10-14   | 51,331   |
| 12                | 2 dicembre 1973   | Cleveland Browns        | P 20–20   | 70,296   |
| 13                | 8 dicembre 1973   | at Oakland Raiders      | S 7-37    | 53,945   |
| 14                | 16 dicembre 1973  | San Diego Chargers      | V 33–6    | 43,755   |

## Classifiche
| AFC West           |   |    |   |      |       |       |     |     |     |
|                    | V | S  | P | %    | DIV   | CONF  | PF  | PS  | STR |
| Oakland Raiders    | 9 | 4  | 1 | .679 | 4–1–1 | 7–3–1 | 292 | 175 | V4  |
| Kansas City Chiefs | 7 | 5  | 2 | .571 | 4–2   | 6–4–1 | 231 | 192 | V1  |
| Denver Broncos     | 7 | 5  | 2 | .571 | 3–2–1 | 7–2–1 | 354 | 296 | S1  |
| San Diego Chargers | 2 | 11 | 1 | .179 | 0–6   | 1–9–1 | 188 | 386 | S4  |